# Alverich von Kerkow
Alverich von Kerkow (lateinisch Alvericus de Kerkowe; † nach 1248) war Hofrichter in Salzwedel in der Altmark.

## Leben
Alverich wurde 1225 erstmals in einer Urkunde von Graf Heinrich von Anhalt für die noch unmündigen Markgrafenbrüder Johann I. und Otto III. als höchstrangiger Ritter an dritter Stelle der Zeugen genannt. Dies ist zugleich die erste erhaltene urkundliche Erwähnung des Geschlechts und des Herkunftsortes Kerkau bei Salzwedel. In den folgenden Jahren erschien er noch mehrfach in markgräflichen Urkunden in der Altmark. 1247 wurde Alverich zum Hofrichter in Salzwedel ernannt. Im folgenden Jahr überließ er dem Hospital in Perwen mit der Markgrafenwitwe Mathilde und weiteren Rittern Landbesitz. Danach wurde er nicht mehr erwähnt.
Seine Söhne Ludwig, Gebhard und Friedrich waren ebenfalls markgräfliche Vasallen in der Altmark und erschienen wiederholt auf der Zeugenliste markgräflicher Urkunden. Der Bischof Ruotger von Kerkow war wahrscheinlich ebenfalls ein Verwandter. Es deutet einiges darauf hin, dass auch Bischof Heinrich von Havelberg ein Sohn war.